# Ad hoc
Ad hoc, ад хок (на латински: ad hoc – специално, използвано само за) – за специални цели. Латинският израз се използва самостоятелно или като част от израз в различни полета, но винаги обозначава нещо възникнало спонтанно или създадено за точно определен казус.
- Ad hoc хипотеза – хипотеза, предназначена за обяснение на отделни, специални явления, които е невъзможно да се обяснят в рамките на дадена теория.
- „Ad hoc кредит“ в бизнес терминологията заета чуждица (на немски: Ad-hoc-Kredit; на английски: ad-hoc-credit) обозначаваща целеви кредит.[1]
- „Арбитраж ad hoc“ се прилага като страните по даден договор не са включили арбитражна клауза. Правилник за такъв тип арбитражи има Арбитражния съд при Българската търговско-промишлена палата.[2]
- В политиката „ad hoc“ се използва за наименование на непланирани и небюджетирани комисии или делегации.[3]
- Научните дисциплини наблюдаващи законодателството като политологията и правото описват „ad hoc закони“ като право, създадено за специален случай вместо за принципен и универсален проблем. Част от научно документираните законодателни инициативи от този тип са в резултат на силен публичен натиск и спонтанни политически опити за бързи решения.[4]